# لودویگ آنتسنگروبر
لودویگ آنتسنگروبر (آلمانی: Ludwig Anzengruber؛ ۲۹ نوامبر ۱۸۳۹ – ۱۰ دسامبر ۱۸۸۹) یک نمایش‌نامه‌نویس اهل اتریش بود.